# Zespół Szkół Elektronicznych i Informatycznych im. Komisji Edukacji Narodowej w Giżycku
Zespół Szkół Elektronicznych i Informatycznych im. Komisji Edukacji Narodowej w Giżycku, Technikum nr 2, potocznie „Elektryk” – druga z trzech szkół średnich o profilu technicznym w Giżycku.

## Historia[1]
Do 1963 w budynku obecnego Zespołu Szkół funkcjonowało Liceum Pedagogiczne kształcące przyszłych nauczycieli. Przez 5 lat gmach był nieużytkowany, aż do 1968, kiedy to Miasto postanowiło uruchomić w nim Technikum Elektryczne, które powołano zarządzeniem Kuratorium Okręgu Szkolnego w Olsztynie z dnia 31 lipca 1968, o specjalizacji elektromechanika ogólna. Pierwszym dyrektorem został Lucjan Drab, który tak jak pozostała kadra pedagogiczna, ukończył Liceum Pedagogiczne. Odziedziczona baza nie była zbytnio wystarczająca dla rozwijającej się szkoły, toteż do planów rozbudowy warsztatów szkolnych włączono dwie pracownie pomiarów elektrycznych i maszyn elektrycznych. Pierwszy rok szkolny uroczyście zainaugurowano 1 września 1970. Dużą pomoc w postaci sprzętu warsztaty szkolne otrzymały od zakładu opiekuńczego – Zakładów Aparatury Oświetleniowej w Wilkasach (ob. Glamox Wilkasy Sp. z o.o.). Mimo wielu trudności organizacyjnych i niejednokrotnie prymitywnych warunków lokalowych szkół systematycznie rozwijała się liczebnie. Obok właściwego technikum powstały dwie klasy Zasadniczej Szkoły Zawodowej. Grono nauczycielskie realizowało przyjęte zadania dydaktyczno-wychowawcze. Grono nauczycielskie realizowało przyjęte zadania dydaktyczno-wychowawcze. Przynosiło to konkretne rezultaty w postaci sukcesów zespołowych i indywidualnych, szkoła zaczęła liczyć się w środowisku. Były to czołowe miejsca na szczeblu centralnym w Konkursie Czytelnictwa Prasy i Książki Technicznej, w Zimowych Igrzyskach Młodzieży, Olimpiadzie Wiedzy Technicznej. Dzięki nim Szkoła uzyskała renomę, a w uznaniu za zasługi Kuratorium Oświaty i Wychowania w Olsztynie nadało placówce imię Komisji Edukacji Narodowej oraz sztandar. Ich uroczyste nadanie odbyło się 5 maja 1973. Jednocześnie KOiW wyraziło zgodę na utworzenie Zespołu Szkół Zawodowych nr 1, składające się z Technikum i Szkoły Zawodowej. W 1979 placówkę przemianowano na Zespół Szkół Elektrycznych. W 1973 szkołę opuścili pierwsi absolwenci Technikum Elektrycznego i Zasadniczej Szkoły Zawodowej.

## Dyrektorzy
Obecnym dyrektorem jest Mirosław Plaugo, a wicedyrektorem jest Tomasz Gabruś.

### Dyrektorzy szkoły
- od 01.09.2020 do 01.09.2024 –  mgr Jerzy Janowski[3]
- od 01.09.2024[3] – mgr Mirosław Plaugo

### Wicedyrektorzy szkoły
- od 01.09.2020 do 31.08.2024 r. – mgr Mirosław Plaugo[3]
- od 01.09.2024[3] – mgr Tomasz Gabruś